# Svjatosjyns flygplats
Svjatosjyns flygplats (ukrainska: Аеродром Святошин), tidigare benämnd Svjatosjyno, är en privatägd flygplats industrial i Kiev i Ukraina, som ligger 11 kilometer nordväst om stadens centrum. Den ägs och används av Antonov Serial Production Plant och omges av distrikten Svjatosjyn, Nyvky och Bilychi.
Svjatosjyns flygplats är ibland platsen för flygarrangemang i Kiev och är i övrigt inte tillgänglig för allmänheten.